# Periclimenes sagittifer
Il gamberetto fantasma freccia (Periclimenes sagittifer (Norman, 1861)) è un gamberetto della famiglia Palaemonidae.

## Descrizione
Corpo trasparente fatta eccezione per la tipica freccia violacea sull'addome, per la colorazione delle zampe, alternatamente giallo-azzurre, e della coda, caratterizzata da una freccia azzurra. Fino a 25 millimetri.

## Biologia
È solito vivere in simbiosi con attinie quali Anemonia viridis, Anemonia sulcata, Aiptasia mutabilis, Cribrinopsis crassa e Condylactis aurantiaca, nutrendosi dei detriti di queste.

## Distribuzione e habitat
Oceano Atlantico orientale e Mar Mediterraneo.